# Cis atromaculatus
Cis atromaculatus es una especie de coleóptero de la familia Ciidae.

## Distribución geográfica
Habita en Guadalupe (Francia).